# Championnats de France de ballet à ski
 (janvier 2023).
Les Championnats de France de ski à ballet ou acroski (l'une des 6 disciplines du ski acrobatique) sont une compétition créée par la Fédération française de ski (FFS). Cette compétition a été supprimée à la fin de la saison 1992/1993.

## Organisation
Chaque année, une station française organisait cette compétition.
Chaque titre se disputait sur une épreuve unique. Des médailles d'or, d'argent et de bronze étaient décernées aux trois premiers de chaque épreuve. Les skieurs étrangers qui participaient aux courses  n'étaient pas intégrés dans les classements spécifiques des championnats de France.

## Palmarès

### Hommes
| Année                                          | Station           | Or                 | Argent          | Bronze             |
| 1980                                           | La Clusaz         | Jacques Poillon    | Eric Laboureix  | Jean Renis         |
| 1981                                           | Sauze             |                    |                 | Frédéric Ratel     |
| 1982                                           | Orciere-Merlette  | Jacques Poillon    | Thierry Bruyat  | Serge Roux         |
| 1983                                           | Collet d'Allevard | Eric Laboureix     | Serge Roux      | Frédéric Ratel     |
| 1984                                           | Serre Chevalier   | Jacques Poillon    | Eric Laboureix  | Daniel Lafargue    |
| 1985                                           | Sauze             |                    |                 | Frédéric Ratel     |
| 1986                                           | Megève            | Eric Laboureix     | Serge Roux      | Olivier Allamand   |
| 1987                                           | La Plagne         | Eric Laboureix     | Serge Roux      | Daniel Lafargue    |
| 1988                                           | Tignes            | Alexandre Bouvarel | Daniel Lafargue | Serge Roux         |
| 1989                                           | Tignes            | Youri Gilg         | Fabrice Becker  | Alexandre Bouvarel |
| 1990                                           | Morzine           | Fabrice Becker     | Youri Gilg      | Serge Heulluy      |
| 1991                                           | Tignes            | Fabrice Becker     | Eric Laboureix  | Cédric Grand       |
| 1992                                           | La Plagne         | Fabrice Becker     | Youri Gilg      | Cédric Grand       |
| 1993                                           | Tignes            | Fabrice Becker     |                 |                    |
| Fin des Championnats de France de ballet à ski |                   |                    |                 |                    |

### Femmes
| Année                                          | Station           | Or                    | Argent                | Bronze                |
| 1980                                           | La Clusaz         | Christiane Parquet    | Christine Rossi       | Christine Chapot      |
| 1981                                           | Sauze             |                       |                       |                       |
| 1982                                           | Orciere-Merlette  | Patricia Picard       | Catherine Frarrier    | Caroline Dufour       |
| 1983                                           | Collet d'Allevard | Christine Rossi       | Patricia Picard       | Catherine Frarrier    |
| 1984                                           | Serre Chevalier   | Christine Rossi       | Catherine Frarrier    | Patricia Picard       |
| 1985                                           | Sauze             |                       |                       |                       |
| 1986                                           | Megève            | Christine Rossi       | Nadège Ferrier        | Véronique Granier     |
| 1987                                           | La Plagne         | Christine Rossi       | Cathy Fechoz          | Véronique Granier     |
| 1988                                           | Tignes            | Christine Rossi       | Véronique Granier     | Cathy Fechoz          |
| 1989                                           | Tignes            | Cathy Fechoz          | Véronique Granier     | Nadège Ferrier        |
| 1990                                           | Morzine           | Cathy Fechoz          | Alexandra Duby        | Claire Gastini        |
| 1991                                           | Tignes            | Cathy Fechoz          | Claire Gastini        | Stephanie Tartinville |
| 1992                                           | La Plagne         | Cathy Fechoz          | Stephanie Tartinville | Olivia Mongellaz      |
| 1993                                           | Tignes            | Stephanie Tartinville |                       | —                     |
| Fin des Championnats de France de ballet à ski |                   |                       |                       |                       |